# Trofeo Lois 1975
Il Trofeo Lois 1975 è stato un torneo di tennis giocato sulla terra rossa. È stata la 2ª edizione del torneo che fa parte del Commercial Union Assurance Grand Prix 1975. Si è giocato a Valencia in Spagna dal 14 al 20 aprile 1975.

## Campioni

### Singolare maschile
Ilie Năstase ha battuto in finale  Manuel Orantes con il punteggio di 6–3 6–0

### Doppio maschile
- Doppio non disputato